# Петрошань (Констанца)
Петрошань, Петрошані (рум. Petroșani) — село у повіті Констанца в Румунії. Входить до складу комуни Делень.
Село розташоване на відстані 162 км на схід від Бухареста, 50 км на захід від Констанци.

## Населення
За даними перепису населення 2002 року у селі проживала 641 особа, з них 640 осіб (99,8%) румунів. Усі жителі села рідною мовою назвали румунську.